# Mashonaland
Mashonaland (auch Maschonaland) ist das Hauptsiedlungsgebiet der Shona in Simbabwe. Heute teilt es sich in die drei Provinzen Mashonaland West mit Provinzhauptstadt Chinhoyi, Mashonaland Central (Hauptstadt Bindura), Mashonaland East  (Hauptstadt Marondera) und der Hauptstadtprovinz  Harare.

## Geografie
Mashonaland als Ganzes umfasst sehr unterschiedliche Gebiete. Im Norden zwischen Sambesi und einer Linie Karoi-Mount Darwin liegt wenig fruchtbares, schwer zugängliches gebirgiges Gelände, das bis heute den Reservaten und Tierschutzgebieten überlassen bleibt. Südlich dieser Linie liegt intensiv genutztes Ackerland mit Flüssen, die Bewässerungswirtschaft ermöglichen. Hier werden Tabak, Mais, Weizen, Baumwolle angebaut, aber auch Zitrusfrüchte. Auf der Linie Bindura-Harare-Kadoma liegt der Great Dyke, ein geologischer Bruch und eine Wasserscheide, an dem zahlreiche Bergwerke liegen, in denen Gold, Eisen, Chrom, Kupfer und andere Metalle abgebaut werden, aber auch Diamanten und zahlreiche Halbedelsteine.

## Geschichte

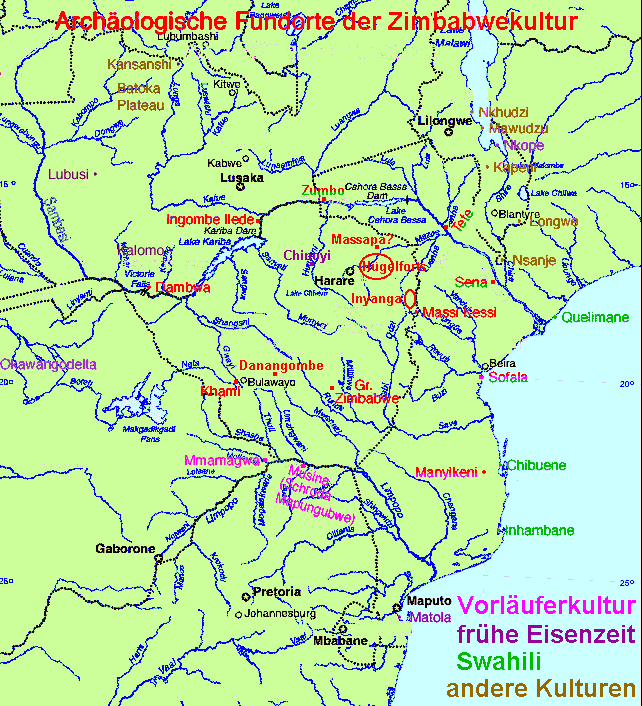
Fundorte der Simbabwe-Kultur (rot): das Mashonaland befindet sich etwas südwestlich von Harare (fast in der Kartenmitte)

Das Mashonaland liegt im Gebiet der Simbabwe-Kultur. Noch bis ins 20. Jahrhundert waren Töpferwaren in Gebrauch, wie sie auch die Erbauer der historischen Steinmauern aus dem 11. bis 15. Jahrhundert nutzten und deren Hersteller Shona sprachen.
Nachdem das Mashonaland, anders als afrikanische Küstenländer, zunächst nicht im Fokus der Kolonialmächte gestanden hatte, änderte sich dies am Ende des 19. Jahrhunderts, als Reisende in Europa von den Bodenschätzen des Landes berichteten. Beispielsweise wurde im Jahr 1883 der deutsche Kolonialanhänger Carl Peters auf das Land aufmerksam, von dem ihm ein US-amerikanischer Afrikareisender namens Stacy erzählte. Peters schlug ein gemeinsames Kolonialprojekt vor, bei dem Stacy die wirtschaftliche Ausbeutung der Bodenschätze einleiten sollte, während Peters die politische Kolonisierung durch das Deutsche Kaiserreich erwirken wollte. Doch Stacy, primär an Geschäften interessiert, zog es vor, sich an Großbritannien zu halten. Peters reichte danach alleine einen Mashonaland-Plan beim deutschen Auswärtigen Amt ein, doch nach Monaten des Wartens antwortete ihm die deutsche Regierung im Jahr 1884, dass es die Gebiete südlich des Sambesi als britische Interessensphäre ansehe und daher in dieser Region kein deutsches Protektorat möglich sei. Etwa um das Jahr 1890 geriet das Mashonaland auch faktisch unter die Kontrolle der Britischen Südafrika-Gesellschaft, die von Großbritannien mit der Verwaltung beauftragt wurde. Nachfolgend wurde das Mashonaland zu einem Bestandteil des britischen Protektorats Südrhodesien, das ab 1965 Rhodesien hieß und 1980 als Simbabwe unabhängig wurde.
Heute wird das Mashonaland politisch durch die ZANU-PF des simbabwischen Präsidenten Emmerson Mnangagwa dominiert, der wie sein Vorgänger Robert Mugabe Shona sind.